# Manuel Gómez Pedraza
Pour les articles homonymes, voir Gómez et Pedraza.
Manuel Gómez Pedraza né le 22 avril 1789 à Querétaro et mort le 14 mai 1851 à Mexico, est un homme d'État mexicain qui est élu président de la République fédérale le 3 décembre 1828 pour un mandat de 4 ans mais renversé avant son investiture le 1er avril 1829 par le général Vicente Guerrero.
Président légitime, il reste à l'écart de la vie politique jusqu'au départ d'Anastasio Bustamante.
Il est investi président de la République le 26 décembre 1832, trois ans après son élection, pour gouverner le pays jusqu'à la fin de son mandat de 4 ans, le 1er avril 1833,.

## Premières années et carrière
Né dans la haute bourgeoisie, Gómez Pedraza s'enrôle dans l'armée. Sous les ordres du général Félix María Calleja del Rey commandant des troupes envoyées par Joseph Bonaparte, il devient lieutenant. 
Il combat les insurgés favorables à Ferdinand VII  et contribue à la capture de José María Morelos. Par la suite, il est député de la Nouvelle-Espagne au Parlement espagnol (les Cortes Generales) en 1820. En 1821, après la chute du gouvernement vice-royal, il s'associe au général Agustín de Iturbide.
Iturbide fait de lui le commandant de la garnison de Mexico. Pendant la période du Premier Empire mexicain sous le règne de Iturbide (1821–1823), Gómez est un anti-fédéraliste, mais après la chute de l'empereur et une courte période d'exil, il se réoriente en faveur du fédéralisme.
En 1824, il est gouverneur et commandant militaire de Puebla. En 1825, le président Guadalupe Victoria le nomme ministre de la guerre et de la marine. Il est ensuite ministre des Affaires intérieures et extérieures du cabinet de Victoria. Il forme son propre parti politique avec une composition diversifiée : le Parti modéré (Partido Moderado), lui-même rattaché au parti libéral. 

## Président fédéral du Mexique

### Élection

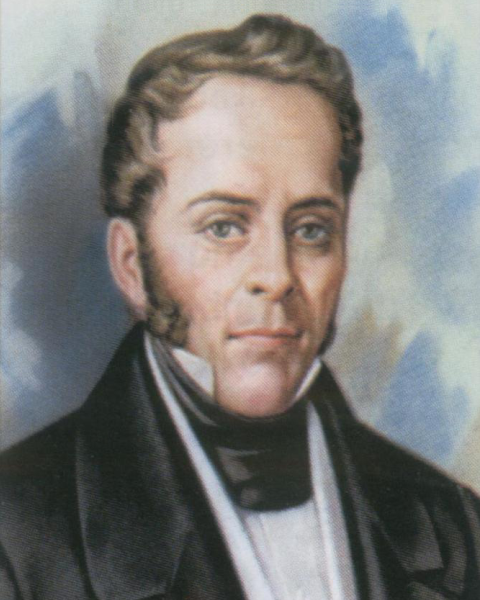
Manuel Gómez Pedraza, président du Mexique.

Élu en 1824, Guadalupe Victoria gouverne le pays jusqu'à la fin officielle de son mandat. Refusant d'en briguer un second, il laisse place à la candidature de Gómez Pedraza, chef de file de l'alliance entre le Parti modéré et le Parti libéral. Du côté des conservateurs, c'est l'ancien ministre Lucas Alamán y Escalada qui est candidat à la présidentielle. 
Le 3 décembre 1828, l'élection présidentielle est remportée par Gómez Pedraza face au conservateur Lucas Alamán. 

### Échec de son investiture
Le mandat de Guadalupe Victoria prend fin le 1er avril 1829, à la suite de l'élection du nouveau président. Le général Vicente Guerrero organise un coup d'État avec ses partisans, suspend l'élection de Gomez Pedraza, et se fait proclamer président de la République par le Congrès à la place du président élu. 

### Installation et fin de mandat
Gómez Pedraza rentre au Mexique le 5 novembre 1832 à la demande du général Melchor Múzquiz, responsable du coup d'État républicain ayant chassé le dictateur Bustamante. Le Congrès le reconnaît comme président légitime et Gómez Pedraza est investi dans ses fonctions le 24 décembre 1832 à Puebla. Il entre à Mexico le 3 janvier 1833 accompagné de Múzquiz. L'un de ses premiers actes officiels fut d'appliquer un décret du 22 février 1832 qui expulse les citoyens espagnols restants du pays.
La fin officielle de sa présidence étant datée au 1er avril 1833, soit quatre ans après la fin du mandat de Guadalupe Victoria, Gómez Pedraza, malgré la ferveur de ses partisans (libéraux et modérés), refuse de briguer un second mandat alors que plusieurs de ses opposants pensaient qu'il allait se représenter à la présidence. Dans ce contexte, le général Antonio López de Santa Anna suspend une nouvelle fois les élections et se déclare président à vie à la suite d'un coup de force militaire. Néanmoins, il attend la fin officielle du mandat de Gómez Pedraza pour prendre les pleins pouvoirs. 

## Fin de vie
Retiré de la vie politique après la fin de son mandat et l'avènement du régime de Santa Anna, il retourne en exil et se rapproche de l'ex-famille impériale qu'il apprécie. Cependant, après avoir reçu les faveurs des républicains, il retourne au Mexique, pendant la guerre civile, et accepte de rejoindre le cabinet de Bustamante puis de Santa Anna en tant que ministre des relations extérieures et intérieures. Mais, de nouveau du côté des républicains, il quitte rapidement le gouvernement. En tant que député fédéral à partir de 1844, il est connu pour ses discours éloquents. 
La même année, il fait une tribune au Sénat contre la dictature personnelle de Santa Anna ce qui lui vaut l'exil. 
De retour au Mexique en 1846, il quitte la vie politique et publique avant de revenir sur le devant de la scène en tant que candidat à la présidence en 1850. Après cet échec, il se retire définitivement de la politique et meurt le 14 mai 1851 à Mexico, refusant les honneurs. 